# The Cheetah Girls: One World (colonna sonora)
The Cheetah Girls: One World è l'album discografico di colonna sonora del film The Cheetah Girls: One World, pubblicato nel 2008.

## Tracce
1. The Cheetah Girls - Cheetah Love - 3:14
2. The Cheetah Girls - Dig a Little Deeper - 2:31
3. The Cheetah Girls - Dance Me If You Can - 3:32
4. The Cheetah Girls - Fly Away - 3:30
5. Adrienne Bailon - Stand Up - 3:10
6. Adrienne Bailon - What If - 3:30
7. The Cheetah Girls - I'm the One - 2:58
8. The Cheetah Girls - No Place Like Us - 3:25
9. The Cheetah Girls - One World - 3:43
10. The Cheetah Girls - Feels Like Love - 3:46
11. Sabrina Bryan - Crazy on the Dance Floor - 3:33
12. Kiely Williams - Circle Game - 2:49